# Dolichopeza (Nesopeza) kraussiana
Dolichopeza (Nesopeza) kraussiana is een tweevleugelige uit de familie langpootmuggen (Tipulidae). De soort komt voor in het Australaziatisch gebied.